# Husí jezero
Husí jezero (rusky Гусиное озеро [Gusinoje ozero]) je jezero v Zabajkalí v Burjatské republice v Rusku. Leží v mezihorské Husojezerní kotlině, která se rozkládá v nadmořské výšce 550 až 600 m. Má rozlohu 163 km². Je 24 km dlouhé. Maximální hloubky dosahuje 28 m.

## Vodní režim
Do jezera ústí řeka Cagan gol (rameno řeky Temnik) a několik mělkých řek. Odtéká z něj řeka Bain gol, přítok Temnika, který jezero spojuje se Selengou.

## Využití
Na břehu leží město Gusinoozersk a vesnice Gusinoje Ozero. Na jezeře žije mnoho vodních ptáků.